# 静岡大学工業短期大学部
静岡大学工業短期大学部（しずおかだいがくこうぎょうたんきだいがくぶ、英語: Junior College of Engineering, Shizuoka University）は、静岡県浜松市城北3-5-1に本部を置いていた日本の国立大学である。1953年に設置され、1997年に廃止された。大学の略称は静大工短。

## 概要

### 大学全体
- 静岡県浜松市[注 1]に所在した日本の国立短期大学で[注 2]、併設元は静岡大学工学部。
- 学科数2、入学総定員N名体制で1953年8月に開学。順次学科増設により5学科体制となる。
- 1994年度の入学生を最後に[注釈 2]、1997年に短期大学としての使命を終える[5]。

### 教育および研究
- 静岡大学工業短期大学部は、技術教育に重点をおいた教育がなされていた。

### 学風および特色
- 静岡大学工業短期大学部は勤労の傍らで学業に勤しむ人々に技術教育を行うことのねらいから夜間部が設置されていた[6]。

## 沿革
- 1953年
  - 8月1日 静岡大学工業短期大学部が以下の学科体制にて開学する[注 4]。
    - 機械科第二部 入学定員40名
    - 電気科第二部 入学定員40名
- 1954年 学生数[9]/定員
  - 機械科第二部 男86/80
  - 電気科第二部 男77/80
- 1959年
  - 4月1日 工業化学科第二部[注釈 3]が増設される[注 5]。
  - 5月1日 学生数[12]/定員
    - 機械科 男117/120
    - 電気科 114[注 6]/120
    - 工業化学科 男30/40
- 1966年
  - 4月1日 電子工学科第二部[注釈 3]が増設される[13]。
  - 同 機械工学科第二部の入学定員を40→80に増員[13]。
  - 5月1日 学生数[14]/定員
    - 機械科 男161/200
    - 電気科 119[注釈 4]/120
    - 工業化学科 男102/120
    - 電子工学科第二部 男33/40
- 1973年
  - 4月1日 情報工学科第二部[注釈 3]が増設される[15]。
  - 5月1日 学生数[16]/定員
    - 機械科 男218/249
    - 電気工学科 130[注 7]/120
    - 工業化学科 87[注釈 4]/120
    - 電子工学科第二部 105[注 8]/120
    - 情報工学科第二部 39[注釈 4]/40
- 1994年
  - 4月1日 最後の学生募集となる[注釈 2]。
  - 5月1日 学生数[17]/定員
    - 機械工学科 男222/240
    - 電気工学科 66[注釈 4]/120
    - 工業化学科 80[注 9]/120
    - 電子工学科 109[注釈 5]/120
    - 情報工学科 134[注 10]/120
- 1995年
  - 5月1日 学生数[18]/定員
    - 機械工学科 男143/160
    - 電気工学科 46[注釈 4]/80
    - 工業化学科 50[注釈 6]/80
    - 電子工学科 73[注釈 5]/80
    - 情報工学科 84[注釈 6]/80
- 1996年
  - 5月1日 学生数[19]/定員
    - 機械工学科 男64/80
    - 電気工学科 23[注釈 4]/40
    - 工業化学科 28[注 11]/40
    - 電子工学科 29[注釈 4]/40
    - 情報工学科 39[注釈 5]/40
- 1997年
  - 3月31日 廃止される[5]。

## 基礎データ

### 所在地
- 静岡県浜松市城北3-5-1[注釈 1]

### 象徴
- 静岡大学工業短期大学部のカレッジマークは静岡大学と同じものが使用されており、富士山の絵が描かれていた。

## 教育および研究

### 組織

#### 学科[注 12]
- 機械工学科第二部 入学定員80名
- 電気工学科第二部 入学定員40名
- 工業化学科第二部 入学定員40名
- 電子工学科第二部 入学定員40名
- 情報工学科第二部 入学定員40名

#### 専攻科
- なし

#### 別科
- なし

#### 取得資格について
- 電気工学科学生を対象に、第二種電気主任技術者資格を取得するための基礎科目が開講されていた[注 13][21]。
- 1957年より中学校教諭二級免許状（職業）が認可される[注 14]

## 大学関係者と組織

### 大学関係者一覧

#### 大学関係者
歴代学長
- 大杉繁
- 渡辺寧
- 加藤一夫

## 施設

### キャンパス
- 静岡大学工学部とキャンパスを共同使用していた。

## 対外関係

### 系列校
- 静岡大学法経短期大学部

## 卒業後の進路について

### 就職について
- 学生の大半は勤労学生だったため、就職希望する学生はあまり多くなかったようである。(体感的には半数程度だったはず)

### 編入学･進学実績
- 静岡大学工学部への編入学制度があった[21]。

## 関連サイト
- 静岡大学#沿革